# Вовканич Степан Йосипович

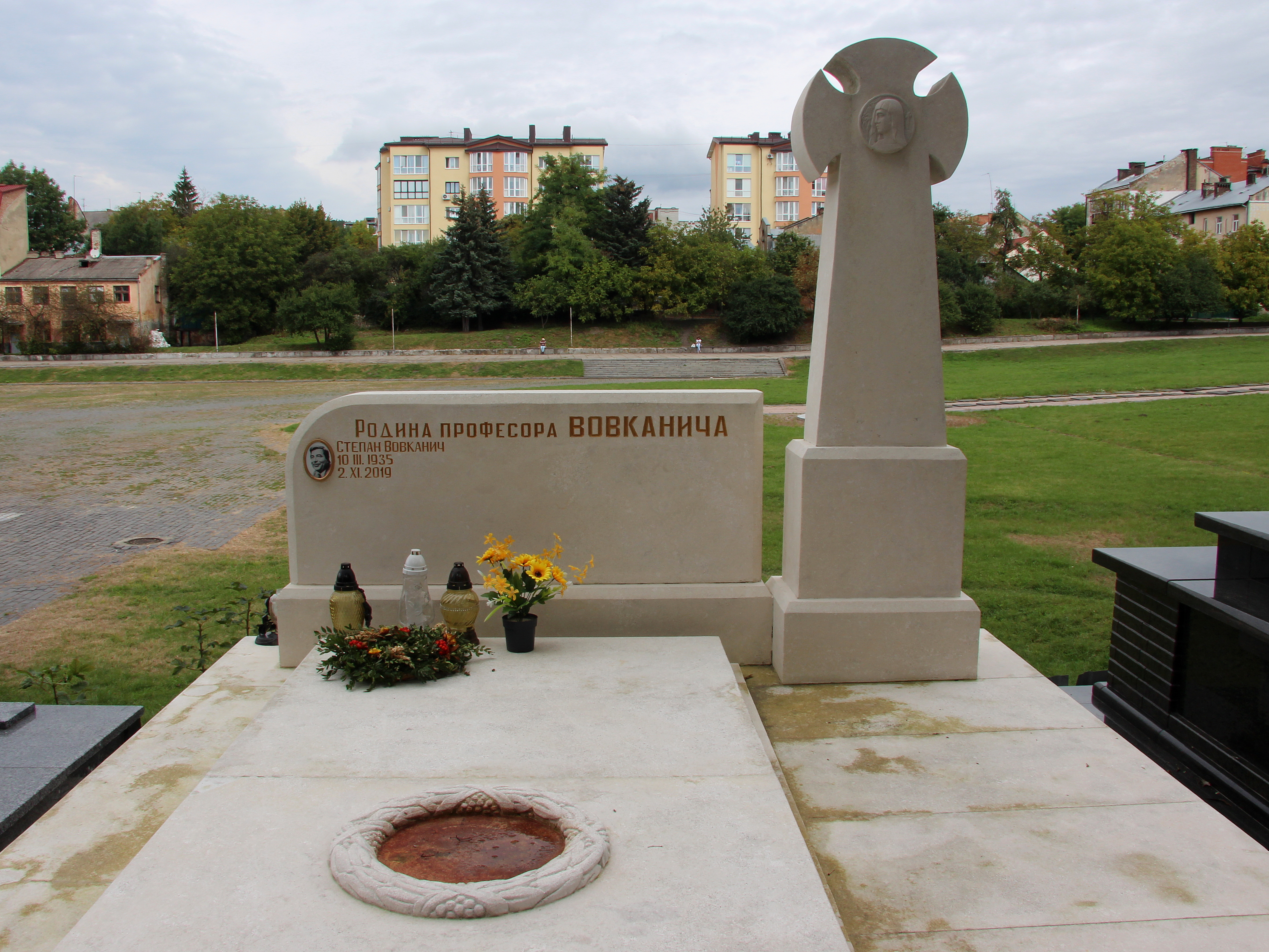

Степан Йосипович Вовканич (народився 10 березня 1936 в селі Мшанець на Львівщині — 05. 11. 2019, Львів) — доктор економічних наук (1992), професор (1998). Член («член-кореспондент») ГО Української Академії інформатики. Провідний науковий співробітник Інституту регіональних досліджень НАН України, заслужений діяч науки і техніки України: «за вагомий особистий внесок у соціально-економічний та культурний розвиток міста Львова». Член НТШ. Колишній член Папської академії суспільних наук (1994—2004).
Працював на виробництві, від 1966 — в Інституті регіональних досліджень НАН України (Львів): 1982—2002 — зав. відділу соціологічних досліджень, від 2002 — головний науковий спеціаліст. Водночас від 1978 викладав у Львівському університеті. Вивчав соціально-економічні і соціально-психологічні проблеми НТП, формування національної еліти та її роль у процесах націо- і державотворення. Запропонував концепцію підвищення духовно-інформаційної мобільності нації, яка гармонізує сучасні глобалізаційні процеси шляхом активізації використання регіональних (національних) чинників розвитку інтелекту України в інноваційні моделі її державотворення та інтеграції на рівнопартнерських засадах в Європу.
Помер у Львові, похований на 86 полі Личаківського цвинтаря.

## Наукова кар'єра
Закінчив Харківський гірничий інститут (1958) і економічний факультет Львівського національного університету імені Івана Франка (1969).
- 1975 р. захистив кандидатську дисертацію на тему: «Прямі інформаційні контакти як елемент наукової організації праці»
- 1992 — захистив докторську дисертацію на тему: «Інформаційний потенціал у системі управління науково-технічним прогресом»

## Інша діяльність
Член редколегії журналу Універсум та журналу «Схід».

## Основні наукові праці
1. Совершенствование социального управления на промышленном предприятии (К.: Наук. думка, 1976)
2. Организация производства и управления на промышленном предприятии (К.: Техніка, 1980)
3. Управление наукой в производственном объединении (К.: Наук. думка, 1980)
4. Мобильность кадров на производственном предприятии (К.: Наук. думка, 1981)
5. Проблемы регионального управления научно-техническим прогрессом (М.: Наука, 1984)
6. Інформаційний потенціал і прискорення НТП. (К., 1984)
7. Информационный потенциал и ускорение научно-технического прогресса (К.: Наук. думка, 1990)
8. Національна еліта та інтелектуальний потенціал державотворення. (Львів, 1996)
9. Інтелектуальний потенціал та науково-технічна політика (Львів: ІРД НАН України, 1999)
10. Інформація, Інтелект, Нація (Львів: Євросвіт, 1999)
11. Регіональна політика: методологія, методи, практика (Львів: ІРД НАН України, 2001)
12. Духовно-інтелектуальний потенціал України та її національна ідея (Львів: ЛБА, 2001)
13. Людський вимір інноваційного потенціалу (Львів: ЦНТЕІ, 2002)
14. Активізація наукової діяльності молоді в системі інноваційного розвитку (Львів: ІРД НАН України, 2006)
15. Аксіологія вибору вектора інтеграції України (Львів: ІРД НАН України, 2013)
16. Українська національна ідея: візія і місія. (Львів: ІРД НАН України, 2013)
17. Українська національна ідея та еліта в духовно-інтелектуальному забезпеченні державотворення (Львів: ІРД НАН України, 2014)